# Leptospermum semibaccatum
Leptospermum semibaccatum är en myrtenväxtart som beskrevs av Edwin Cheel. Leptospermum semibaccatum ingår i släktet Leptospermum och familjen myrtenväxter. Inga underarter finns listade i Catalogue of Life.